# Neus Ramonet i Sucarrat
Neus Ramonet i Sucarrat   (Manresa, 30 de juny de 1966) és una metgessa, ex-regidora de l'ajuntament d'Alpicat (2011-2019) i diputada al Parlament de Catalunya (13a legislatura) per Esquerra Republicana de Catalunya.

## Trajectòria
Llicenciada en medicina i cirurgia per la Universitat de Lleida (UdL). Diplomada en nutrició humana i dietètica per la UdL. Metgessa interna resident (MIR) especialitzada en medicina interna. Màster en medicina i cirurgia d'urgències per la UdL. Màster i postgrau en gestió de centres i serveis de salut per la Universitat de Barcelona (UB), en atenció mèdica urgent per la UB i la Societat Espanyola de Medicina Interna, i en malalties infeccioses i tractament antimicrobià per la Universitat CEU Cardenal Herrera. Postgrau en nutrició i dietètica clíniques per la UdL. Ha exercit de metgessa, entre d'altres, a l'Hospital Universitari Arnau de Vilanova de Lleida, en el Servei de Medicina Interna i, com a coordinadora, en la Unitat d'Hospitalització a Domicili, i a la Fundació Althaia, en el servei d'urgències. Expresidenta de les Joventuts Mèdiques de Catalunya a Lleida.
Ha estat regidora de l'Ajuntament d'Alpicat (2011-2019) i consellera (2013-2019) i vicepresidenta (2013-2015) del Consell Comarcal del Segrià. Fou nomenada diputada al parlament arran de la mort del diputat Antoni Flores i Ardiaca.